# علامة كورنيل
علامة كورنيل هي علامةٌ سريرية يُؤدي فيها الخدش على طول الجانب الداخلي من وتر العضلة الطويلة الباسطة لإبهام القدم إلى حدوث منعكسٍ أخمصي باسط. تُوجد هذه العلامة في المرضى الذين يعانون من آفات السبيل الهرمي، وهي واحدةٌ من عددٍ من الاستجابات المشابهة لمنعكس بابنسكي.
سُميت هذه العلامة نسبةً لعالمة النفس العصبي والطبيبة النفسية العصبية الأمريكية إثيل ليتيتيا كورنيل (1892-1963).